# Wolfgang Mayer König

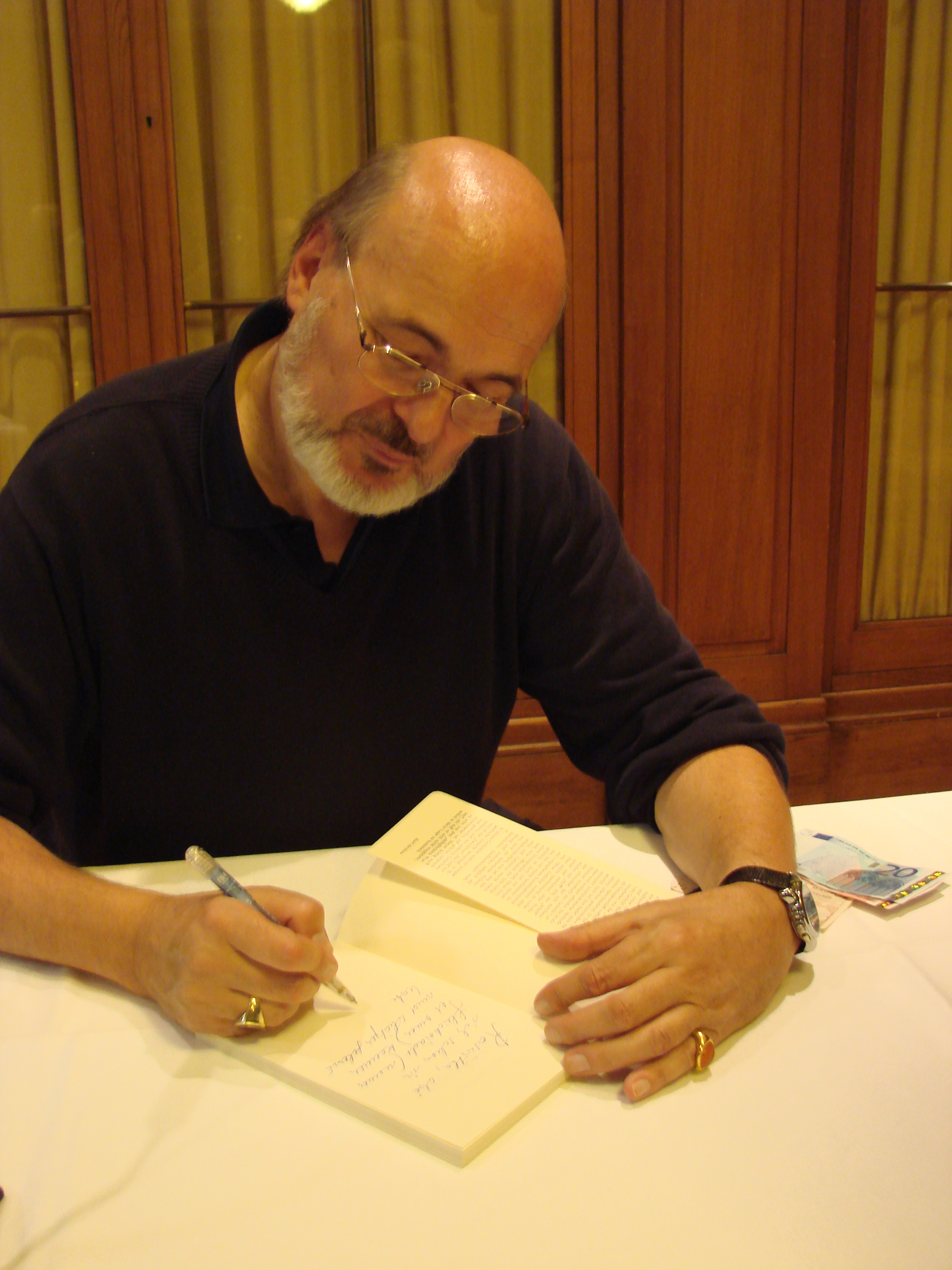
Wolfgang Mayer König bei der Hamburger Autorenvereinigung, August 2008

Wolfgang Mayer König, auch: Wolfgang Mayer-König (* 28. März 1946 in Wien) ist ein österreichischer Schriftsteller und Hochschullehrer.

## Leben
Mayer König wurde 1968 vom Hauptausschuss der Österreichischen Hochschülerschaft an der Universität Wien zum fraktionsungebundenen Bildungs- und Kulturreferenten gewählt. Er wurde im selben Jahr  in den Zentralausschuss berufen und zum gesamtösterreichischen Bildungs- und Kulturreferenten dieser Körperschaft gewählt und in der darauffolgenden Funktionsperiode wiedergewählt.
Als Student rief Mayer-König, besonders in den Jahren 1967 bis 1970, viele Kulturschaffende zusammen, um mit ihnen eine Seminartätigkeit in Ergänzung zum bestehenden Vorlesungsbetrieb zu entfalten und unberücksichtigte Lehrinhalte zu berücksichtigen. Diese komparatistischen, allgemein zugänglichen Veranstaltungen übten laut Pressestimmen einen wesentlichen Einfluss auf die Praxisorientiertheit und Aktualität bestehender Forschung und Lehre aus. Diese Initiative stand einem allgemeinen Publikum offen und wurde von etwa 800 Hörern pro Lehrveranstaltung genutzt.
1968 gründete Wolfgang Mayer König einen Literaturpreis, welcher im ersten Jahrgang Elfriede Jelinek für deren allererste, noch unveröffentlichten Texte zuerkannt wurde.
Für seine Lehrtätigkeit an der Universität für künstlerische und industrielle Gestaltung in Linz, wurde Wolfgang Mayer König  am 2. Oktober 1986 der Berufstitel Universitätsprofessor verliehen.
Mayer König ist Vater eines Sohnes und lebt in Graz.

### UniversitätsliteraturforumLiterarische Situation
Wolfgang Mayer König gründete 1968 in Wien das Universitätsliteraturforum Literarische Situation, das bis 1977 bestanden hat und errichtete später Filialen in den österreichischen Bundesländern. Er holte Elias Canetti, Erich Fried, Martin Walser, Rudolf Hagelstange, Holthusen, Hans Erich Nossack, Günter Eich, Karl Krolow, Walter Jens, Heinz Piontek, Horst Bienek, Peter O. Chotjewitz erstmals an die Universität Wien, um mit Werkseminaren und Textberatungen (Erich Fried z. B. über die eigene Sprache und über die Problematik von Shakespeare-Übersetzungen) gemeinsam mit jungen und noch unveröffentlichten Autoren und Hörern nutzbringenden Einfluss auf den bestehenden Kulturbetrieb nehmen zu können. Elfriede Jelinek, Wolfgang Bauer, Klaus Hoffer, Joseph Zoderer, Peter Henisch, Gert Jonke, Heidi Pataki konnten ihre ersten Arbeiten an diesen Orten der Begegnung vorstellen, weiterentwickeln und Veröffentlichungsmöglichkeiten realisieren.
Hilde Spiel schrieb in Kindlers Literaturgeschichte der Gegenwart: „Es existierte in der Tat kein einflußreiches neues Avantgarde-Periodikum. Dagegen hatte um diese Zeit der junge Lyriker und Student Wolfgang Mayer-König an der Alma Mater Rudolphina in Wien, im weiteren Verlauf auch an den Universitäten Salzburg, Graz, Linz und Innsbruck, das bis dahin mäßige Interesse an der Gegenwartsdichtung aktiviert. Ein von ihm 1968 begründetes Österreichisches Hochschulforum, betitelt Literarische Situation, hielt gesellschaftspolitische, sprachwissenschaftliche, poetisch-linguistische und allgemein literarische Vorträge und Seminare ab, verschaffte unveröffentlichten Texten Gehör und konnte zuweilen bis 800 Zuschauer auf akademischem Boden im Namen der Literatur versammeln. Allenthalben in Österreich aber gab es jetzt Tagungen, Gesprächsrunden, Symposien, vor allem in Kärnten und in der Steiermark, aber auch jenseits der Grenzen in Görz, Laibach und anderwärts.“